# St. Ansgar-Werk

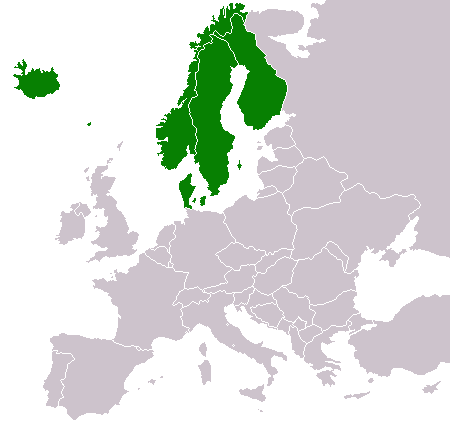
Nordische Länder

Die St. Ansgar-Werke in Deutschland und das Ansgar-Werk in der Schweiz sind Hilfsorganisationen der römisch-katholischen Kirche für die  skandinavische Diaspora.

## Geschichte
Das erste Ansgar-Werk wurde auf Initiative des Apostolischen Vikars für Schweden, Johann Evangelist Müller, 1925 in Bayern errichtet. 1926 wurde diese Einrichtung auf Betreiben des Pfarrers Peter Louis auf Deutschland ausgeweitet. Erzbischof Josef Frings approbierte 1955 ein Ansgarwerk für das Erzbistum Köln. 1962 wurde in der Schweiz ein Ansgar-Werk ins Leben gerufen. 1967 folgten Gründungen im Bistum Osnabrück und im Bistum Münster.
Die Absicht, das St. Ansgarius-Werk in das Bonifatiuswerk zu integrieren, scheiterte an verschiedenen Widerständen.

## Zielsetzung
Die Hauptaufgaben der Werke liegen in der materiellen und ideellen Hilfe für die katholische Kirche in den nordischen Ländern, hierzu gehören Dänemark, Schweden, Norwegen, Finnland und Island. Anfangs waren die Werke auf private Spender und Wohltäter angewiesen. Die Ordensgemeinschaften in den skandinavischen Ländern legten die örtlichen Schwerpunkte fest. In den späteren Jahren übernahmen die deutschen Bistümer die finanziellen Verpflichtungen und leiteten die lokalen Hilfsaktionen in Skandinavien.

## Namensgebung

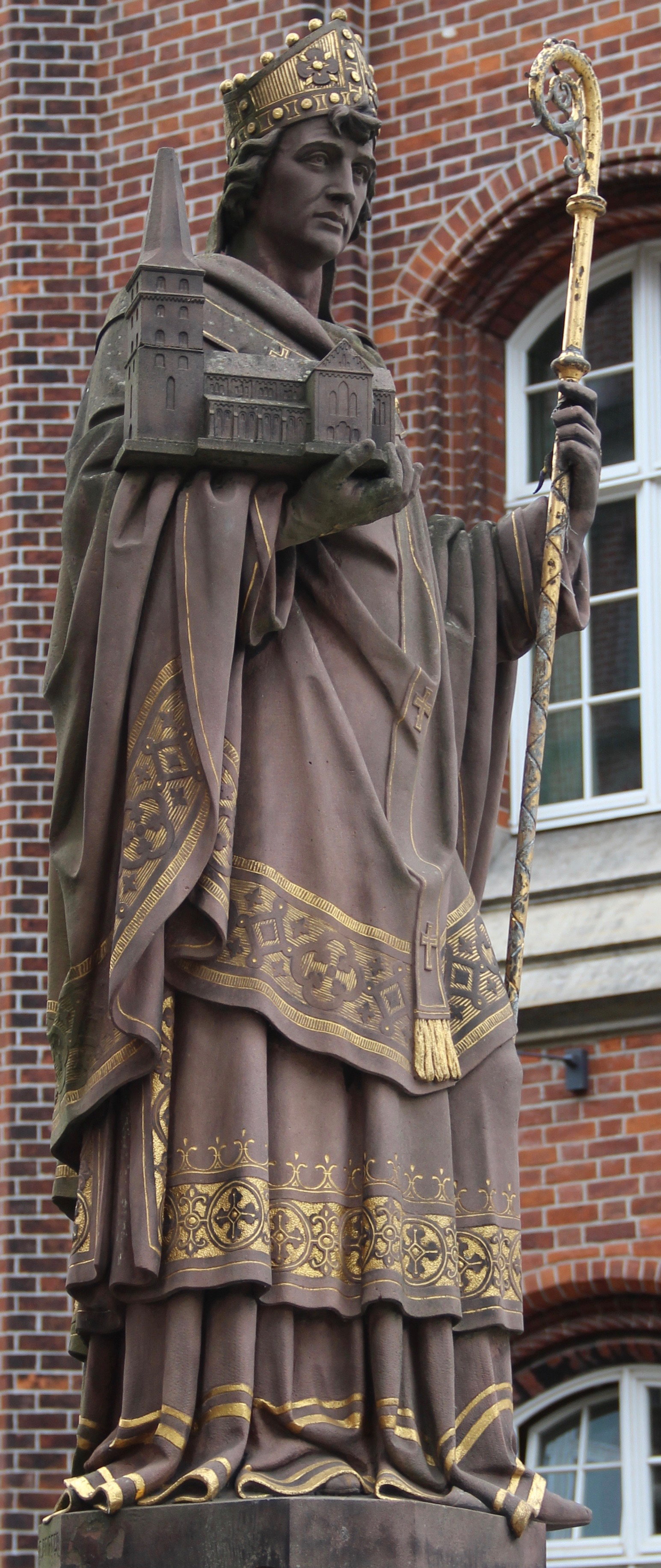
Erzbischof Ansgar
Statue von Engelbert Peiffer auf der Trostbrücke in Hamburg

Der Name Ansgar führt auf den Heiligen Ansgar von Hamburg (* 8. September 801; † 3. Februar 865) zurück, er war Benediktiner und Missionsbischof von Hamburg. Er ist der Glaubensbote für Dänemark und Schweden sowie Schutzpatron für Skandinavien und für die Bistümer Hamburg und Bremen.

## Die einzelnen Werke in der Reihenfolge ihrer Gründung

### St. Ansgarwerk München e.V.
Die älteste Gründung ist das Ansgarwerk in München. Es wurde 1923/24 vom Apostolischen Vikar in Schweden, Johann Evangelist Müller, der zugleich Münchener Domkapitular war, initiiert und 1925 vom Münchener Erzbischof Michael von Faulhaber errichtet. Vorsitzender des St. Ansgarwerkes München ist Lothar Waldmüller.

### St.-Ansgarius-Werk Köln
Die Gründung des Kölner Ansgarius-Werkes ist auf die private Initiative des Priesters Peter Louis (1886–1956) zurückzuführen. Er war seit 1934 Mitherausgeber des Jahrbuches und leistete einen großen Beitrag für die nordische Diaspora. 1955 übernahm das Erzbistum Köln die Leitung des Hilfswerkes. Das Kölner Ansgarwerk ist, gemeinsam mit dem Münchener, für die Herausgabe des Jahrbuchs verantwortlich. Vorsitzender des St.-Ansgarius-Werkes Köln und Schriftleiter des Jahrbuches ist der Kölner Prälat Günter Assenmacher.

### Ansgar-Werk Schweiz
Das Ansgar-Werk Schweiz wurde 1962 durch den damaligen Apostolischen Delegaten für Skandinavien, Bruno Bernhard Heim, ins Leben gerufen. In seinen Anfängen war das Schweizer Ansgar-Werk ein eher informeller Gönnerkreis. 1980 wurde ein Verein gegründet, der dem Werk seither den institutionellen Rahmen gibt.

### St.-Ansgar-Werk Osnabrück-Hamburg
Bischof Helmut Hermann Wittler von Osnabrück gründete 1967 im Bistum Osnabrück ein Ansgarwerk. 1995 trat das neu errichtete Erzbistum Hamburg dem Osnabrücker Ansgarwerk bei. Die Nähe zu den skandinavischen Ländern verpflichtet Osnabrück und Hamburg in besonderer Weise. Durch zahlreiche Patenschaften zwischen den Pfarrgemeinden werden die theologische Fortbildung von Geistlichen, Ordensleuten und Laien sowie Priesteramtskandidaten in ihrer Ausbildung unterstützt. Bauvorhaben werden nicht gefördert. Vorsitzender ist der Osnabrücker Domkapitular Msgr. Ansgar Lüttel.

### Ansgarwerk Münster
Als Bischof von Münster gründete Joseph Höffner am 10. Januar 1967 ein diözesanes Ansgarwerk im Bistum Münster. Das Ansgar-Werk gewährt Beihilfen zum Lebensunterhalt von Priestern und fördert den Bau von Kirchen und Bildungsstätten. Es fördert auch die theologische Weiterbildung von Laien, Ordensleuten und Priestern. Zweimal im Jahr veröffentlicht es die Zeitschrift Ansgar-Info.